# Белая, Галина Андреевна
Гали́на Андре́евна Бе́лая (19 октября 1931 — 11 августа 2004) — советский и российский литературный критик, литературовед. Специалист по истории и теории русской литературы, критике и журналистике советского периода, особенно 1920-х годов. Доктор филологических наук (1976), профессор (1981).

## Биография
Родилась 19 октября 1931 года на Украине, в Винницкой области. Её отец Андрей Петрович Белый был из крестьян; получил образование инженера-химика, стал организатором производства, много лет проработал на заводах, затем стал научным работником. «Больше всего любил литературу и жалел, что не стал филологом». Мать — Анна Борисовна Цфасман — происходила из семьи, почти полностью уничтоженной во время еврейского погрома бандой «зелёных» под Полтавой в 1920 году. Выросла в детском доме, училась в знаменитой московской 110-й школе. Инженер-химик, увлечённый исследователь, автор статей и монографии «Аналитический контроль в производстве карбамидных смол» (1975), составила «Таблицы для определения содержания формальдегида и метанола в формалине рефрактоденсиметрическим методом» (1963), гуманитарно ориентированный человек.
Галина Андреевна росла в годы Великой Отечественной войны в рабочем посёлке под Куйбышевом, где в библиотеке было мало книг, однако сильнейшее влияние на девочку оказали воспоминания Веры Фигнер. В детстве она больше всего любила стихи Лермонтова, которые ей читал отец. В школьные годы её идеалом, как для многих советских подростков, стал Павка Корчагин — герой повести Н. А. Островского «Как закалялась сталь». Однако «семейное воспитание имело решающее значение и таким осталось навсегда, — признавала Белая. — Начиная с середины 50-х любимыми (и моделирующими вкусы, поведение) были и остаются Б. Пастернак и А. Ахматова; огромное влияние в 60-е годы оказал А. Камю (и экзистенциализм в целом). Мои любимые художники — М. Врубель и В. Серов».
В 1949 году Белая хотела поступить в МГУ, но её убедили не пытаться, так как её мать — еврейка. Окончила литературный факультет Московского педагогического института им. В. И. Ленина (1953). Уже в вузе Галина Белая зарекомендовала себя как серьёзный исследователь литературы. Среди ярких эпизодов студенческой жизни она вспоминала похороны Сталина, на которые студенты пошли вместе с тогдашним директором МГПИ Д. А. Поликарповым и попали в давку на Трубной площади. Однокурсников спас муж Галины Лев Шубин, который вывел их с площади проходными дворами.
После института Белая работала в школе и собиралась поступать в аспирантуру по рекомендации Владислава Николаевича Афанасьева, которого она считала замечательным учёным и одним из самых интеллигентных людей, встреченных в жизни. В 1953 году она выдержала конкурс 11 человек на место в аспирантуру ИМЛИ им. А. М. Горького АН СССР и была единственной принятой в том году.
Окончила аспирантуру в 1957 году, в 1962 году в МГПИ защитила кандидатскую диссертацию «Романы И. Г. Эренбурга 1940-х гг. („Падение Парижа“ и „Буря“): к вопросу о формах современного романа» (научный руководитель член-корр. АН СССР, профессор МГУ Л. И. Тимофеев).
В 1955 году у Г. А. Белой родилась дочь. С 1958 по 1991 год Галина Андреевна была сотрудником сектора теории литературы ИМЛИ, участником ряда коллективных трудов по истории русской литературы и журналистики. С 1975 года работала на факультете журналистики МГУ. В том же году защитила докторскую диссертацию. В 1981 году избрана профессором кафедры литературно-художественной критики и публицистики.
В августе 1991 года приглашена в РГГУ, где ей поручили формировать историко-филологический факультет (ИФФ) и кафедру русской литературы. Читала курсы лекций «История русской литературы XX в.», «История русской литературы XX в. (1917—1991)», спецкурс «Эстетические идеи русской культуры».
Свою роль в создании ИФФ РГГУ (при отсутствии какого бы то ни было административного опыта) Белая считала выражением стремления «воплотить несбывшиеся надежды русского интеллигента на преобразование мира посредством культуры (очередная романтическая утопия)».
Похоронена в Москве на Николо-Архангельском кладбище.

## Научная и педагогическая деятельность
Г. А. Белая исследовала исторические изменения в русской культурной парадигме XX века в проекции на литературный процесс.
Её первой публикацией в печати была рецензия в «Новом мире» на очерки И. Эренбурга «Индия. Япония. Греция» (1959). «Она называлась „Насколько едина маленькая планета…“ и отражала удивление перед огромностью мира — чувство тем более острое, что мы выросли в советской стране, за „железным занавесом“, в ситуации полной изоляции от мира. Книги И. Эренбурга того времени — на фоне удручающе серой литературы — казались новаторскими. С трудом отбившись от предлагаемых в аспирантуре тем (М. Горький, Вл. Маяковский, А. Фадеев, Ф. Гладков, А. Серафимович…), я хотела узнать что — то о модернистской русской прозе, почему и выбрала в „герои“ творчество И. Эренбурга и его экспериментальные романы („Хулио Хуренито“ и др.). История культуры 20-х годов по-прежнему мне кажется интересным временем для исследования, так как именно тогда (а не в 1917 году) менялась карта литературы: расцвет футуризма сменялся его прагматизацией в ЛЕФе; переживала кризис разочарования крестьянская культура, читавшая революцию по коду своей ментальности и подменявшая трезвое понимание жесткой хватки революции конфликтом „железного гостя“ и „живой души“ деревни; оттеснялась на периферию классическая русская культура; получала „зелёную улицу“ революционно-радикальная культура, вскоре названная „социалистическим реализмом“».

### На журфаке МГУ
На лекциях Галины Андреевны Белой  на факультете журналистики МГУ собирались не только студенты, но и слушатели со всей Москвы, чтобы услышать развёрнутые характеристики творчества Мандельштама, Пастернака, Ахматовой, Зощенко. Историю литературы она представляла как сложнейший процесс человеческих отношений и литературного быта. Она избегала однозначных и красочных характеристик, которые хорошо запоминаются, но искажают реальную картину событий. В основе её лекций лежали факты и тонкие наблюдения.
Галина Андреевна считала, что в основе каждой лекции должна лежать интрига, которая придаёт ей драматургическое напряжение. «Она читала такие лекции, какие читал Грановский в XIX веке, — говорил о Белой заместитель директора Института европейских культур Дмитрий Бак. — То, что говорилось на кухнях, в МГУ тогда говорилось с кафедры». Фамильярность Галина Андреевна не терпела, но часто повторяла афоризм Пастернака о «дворянском чувстве равенства всех со всеми».
Она увлечённо работала со студенческими курсовыми и дипломными текстами, неизменно оставляя пометки по из содержанию или ободряющие, неформальные слова. 

### Создание факультета РГГУ
При создании факультета Белая привлекла в РГГУ многих учёных, некоторые из которых ранее не преподавали в высшей школе. Это помогло создать непривычную для традиционного вуза атмосферу любви к студентам и доброжелательства ко всем и сделать традицией проведение встреч с писателями и деятелями культуры. Несколько раз перед студентами выступал Булат Окуджава, читал лекции Евгений Пастернак, Евгений Рейн несколько лет вёл на факультете поэтическую мастерскую. Галина Андреевна тесно сотрудничала с Институтом высших гуманитарных исследований РГГУ, приглашая сотрудников, крупных учёных читать спецкурсы.
«Когда я стал деканом, Галина Андреевна попросила меня забыть слово „нет“, когда обращаются с просьбами студенты: „Вы должны найти такой способ решения вопроса, чтобы отказ был самым крайним и нежелательным вариантом“, — вспоминал её преемник на посту декана ИФФ РГГУ П. П. Шкаренков. — Однажды она попросила написать на листе ватмана фразу: „Здесь — ваш Дом“ и повесить в холле перед факультетом. Эту надпись несколько раз снимали, но каждый раз Галина Андреевна просила написать новую и вешала на прежнее место, недоумевая, почему же университет, в котором студент проводит половину своего времени, не может быть его домом?»
Белой принадлежит разработка множества новшеств по организации проектной работы на ИФФ РГГУ.

### Монографии
Книгу «Дон Кихоты революции — опыт побед и поражений» Г. А. Белая считала наиболее ценной из написанных ею книг (первый вариант монографии — «Дон-Кихоты 20-х годов: „Перевал“ и судьба его идей» — был создан ещё в 1968 году, но по цензурным соображениям не мог быть напечатан, так как «в верхах» ещё сохранялось настороженное отношение к культуре и самой атмосфере 1920-х годов). Эта книга стала последней работой Белой, которую она вела до самого своего ухода. Первое издание этой книги стало библиографической редкостью, и Галина Андреевна решила переиздать её, исправив и дополнив. Но когда началась работа над текстом, оказалось, что речь идёт не о переиздании, а, по сути, о новой книге. К сожалению, Галина Андреевна не успела увидеть её изданной.
Галина Андреевна Белая в последний период своей научно-преподавательской деятельности являлась членом Учёного совета РГГУ, председателем совета ИФФ РГГУ, председателем диссертационного совета РГГУ (К.064.49.04), членом редколлегий журналов «Вопросы литературы», «Новое литературное обозрение», «Общественные науки и современность», действительным членом Международной академии информатизации (1994), членом Исполнительного комитета фонда Сороса, комитета по Букеровским премиям.

Принимала участие в разработке международной программы «Глоссарий по социалистическому реализму» (Россия — Германия — США), «Писатель и власть» (Россия — Германия), неоднократно читала лекции за рубежом: в США, Германии, Франции, Англии.
«Последнее, что я хотела бы вам сказать, — это мой вечный завет. Когда-то одна женщина, невеста американского профессора Виктора Эрлиха, хотела бежать с ним из Польши. Она пришла к своему отцу и сказала: „Папа, отпусти меня, это мой жених“, — и была уверена, что отец ей скажет: „Нет, никогда“. Но он разрешил ей уехать. Дочь, тронутая совершенно, спросила: „Папа, что я могу тебе сделать? Как я могу тебя отблагодарить?“ И он ей сказал: „Сделай когда-нибудь то же своим детям“. Все наше отношение к вам — это надежда на то, что вы вырастете не просто нашими коллегами, но друзьями и мы будем все вместе вырабатывать то отношение к миру, которое нам кажется естественным и достойным человека». Г. А. Белая
Многие слависты мира считают Галину Андреевну своим учителем.

## Белая и диссиденты
На глазах Г. А. Белой её коллега по ИМЛИ Андрей Синявский превратился в Абрама Терца, опубликовав в 1959 году под этим псевдонимом статью за рубежом «Что такое социалистический реализм». Когда Синявский был разоблачён и научно-писательская общественность стала подписывать письма с осуждением и призывами наказать его, Белая отказалась это сделать и ещё вовлекла в это старших коллег, предложив сначала заручиться согласием Учёного совета ИМЛИ и предупредив их по телефону, чтобы ушли из дома и избежали позора.
История с Синявским имела продолжение, когда советскую делегацию пригласили в марте 1988 года на конференцию «Роль творческой интеллигенции в процессе реформ и перспективы на будущее» в Данию, город Луизиана под Копенгагеном. В форуме должны были участвовать и эмигранты. Василий Аксёнов, Анатолий Гладилин, Андрей Синявский с Марьей Васильевной, Лев Копелев, Раиса Орлова, Ефим Эткинд В составе советской делегации были писатели Ф. Искандер, В. Дудинцев, Г. Бакланов, литературоведы Я. Засурский и Г. Белая. Все понимали, что общаться с эмигрантами им нельзя, однако когда к Галине Андреевне обратилась жена А. Синявского, она раскрыла ей свои объятия. Затем она увидела, что и Фазиль Искандер разговаривает с Василием Аксёновым.
Эта поездка положила конец отношению к эмигрантам как к «изменникам родины».

## Семья
- Первый муж — Лев Алексеевич Шубин (1928—1983), развелись в 1975 году[9].
  - Дочь — Марина, окончила Физико-технический институт, кандидат наук, преподаватель в Плехановской академии[9].
- Второй муж — Вячеслав Геннадьевич Воздвиженский (1928—2009[10]).
- Брат Александр (1940—2019), литературовед, критик. Кандидат химических наук, доктор филологических наук[11].
- Брат Анатолий (1940—2013), физик, доктор физико-математических наук, профессор.
- Сестра — Ирина Андреевна (род. 1945)

## Отзывы
Галина Белая была шестидесятницей в лучшем смысле этого слова. Она пылко и неколебимо верила в разум и человеческую порядочность и твердо знала, что если следовать им не только в человеческих отношениях, но и в общественной жизни, можно сдвинуть горы. В этом историческом оптимизме была изрядная доля прекраснодушия кандидовской закваски, но похоже, что в нашей социальной среде, где любое усилие гасится непомерной силой трения, только такого рода наивность и позволяет действовать. «У Галины Андреевны совершенно нет чувства возможного», — как-то посетовал один из наших коллег. И, немного подумав, добавил: «Вероятно, поэтому ей иногда удается добиваться невозможного».

## Основные работы
- Белая Г. А. Закономерности стилевого развития советской прозы 1920-х гг. М.: Наука, 1977. 253 с.
- Белая Г. А. Художественный мир современной прозы. М.: Наука, 1983. 191 с.
- Белая Г. А. Из истории советской литературно-критической мысли 20-х годов: эстетическая концепция «Перевала». — М.: Издательство МГУ, 1985. 142 с.
- Белая Г. А. Литература в зеркале критики. М.: Советский писатель, 1986. 365 с.
- Белая Г. А. Дон Кихоты 1920-х годов: «Перевал» и судьба его идей. М.: Советский писатель, 1989. 395 с.
- Белая Г. А., Добренко Е. А., Есаулов И. А. «Конармия» Исаака Бабеля. М.: РГГУ, 1993. 120 с.
- Белая Г. А. Экзистенциальная проблематика творчества М. Зощенко // Литературное обозрение. 1995. № 1. С. 4-13.
- Белая Г. А. The Self Destruction of Closed Cultures [Саморазрушение закрытых культур] // Critical Studies. Vol. 6. Amsterdam: Atlante, 1996. P. 175—180.
- Белая Г. А. Он не хотел жить с головой, повернутой назад // Цветной бульвар, 30. 1997. 23 июля. С. 15. (Спецвыпуск)
- Белая Г. А. «Фокунистическое устранение реальности» (О понятии «роман-эпопея») // Вопросы литературы. 1998. № 3. С. 170—201.
- Белая Г. А. Историко-литературное «фэнтези»// Вопросы литературы, № 6. С. 328—335.
- Белая Г. А. Стилевая регрессия: К проблеме псевдонародности в литературе // Дискурс, № 7 (1998). С. 68-76.[12]